# Sânnicolau Mare
 Sânnicolau Mare  (en allemand : Groß Sankt Nikolaus ; en hongrois : Nagyszentmiklós ; en serbe : Sent Nikolaš) est une ville du județ de Timiș, Roumanie.

## Histoire
La ville est établie près de l'ancienne ville de Moreni, ancien siège des légions romaines et des ducs du Banat au Moyen Âge. Après le traité de Passarowitz en 1718, la ville et la région passent sous domination autrichienne. Au XVIIIe siècle, la couronne autrichienne permet l'installation de paysans allemands dans la région, qui est alors partiellement dépeuplée. En 1917, la ville tombe sous contrôle serbe, puis, en 1919, devient roumaine, ce qu'elle est toujours aujourd'hui.  

## Démographie
Lors du recensement de 2011 , la ville comptait 11 540 habitants dont :
- 79,03 % Roumains ;
- 7,66 % Hongrois ;
- 3,21 % Roms ;
- 2,2 % Allemands ;
- 0,12 % Ukrainiens.

## Politique
| Parti | Parti                        | Sièges |
| ----- | ---------------------------- | ------ |
|       | Parti national libéral (PNL) | 11     |
|       | Parti social-démocrate (PSD) | 5      |
|       | Indépendant                  | 1      |

## Jumelages
La ville de Sânnicolau Mare est jumelée avec :
- Makó (Hongrie) depuis 1997 ;
- Battonya (Hongrie) depuis 1997 ;
- Kazincbarcika (Hongrie) depuis 2001 ;
- Burgkirchen an der Alz (Allemagne) depuis 2003 ;
- Potenza Picena (Italie) depuis 2011.

Sânnicolau Mare entretient des accords de coopération avec :
- Louisbourg (Allemagne) depuis 1994 ;
- Friedensdorf (en) (Allemagne) depuis 1998 ;
- Medina (Hongrie) ;
- Mokrin (Serbie) ;
- Motta Sant'Anastasia (Italie).

## Personnalités
- Béla Bartók, compositeur et pianiste hongrois. Pionnier de l’ethnomusicologie.
- Gheorghe Funar, homme politique et économiste roumain. Ancien maire de Cluj-Napoca.